# تعنايل
تعنايل هي إحدى القرى اللبنانية من قرى قضاء زحلة في محافظة البقاع.

## تاريخ

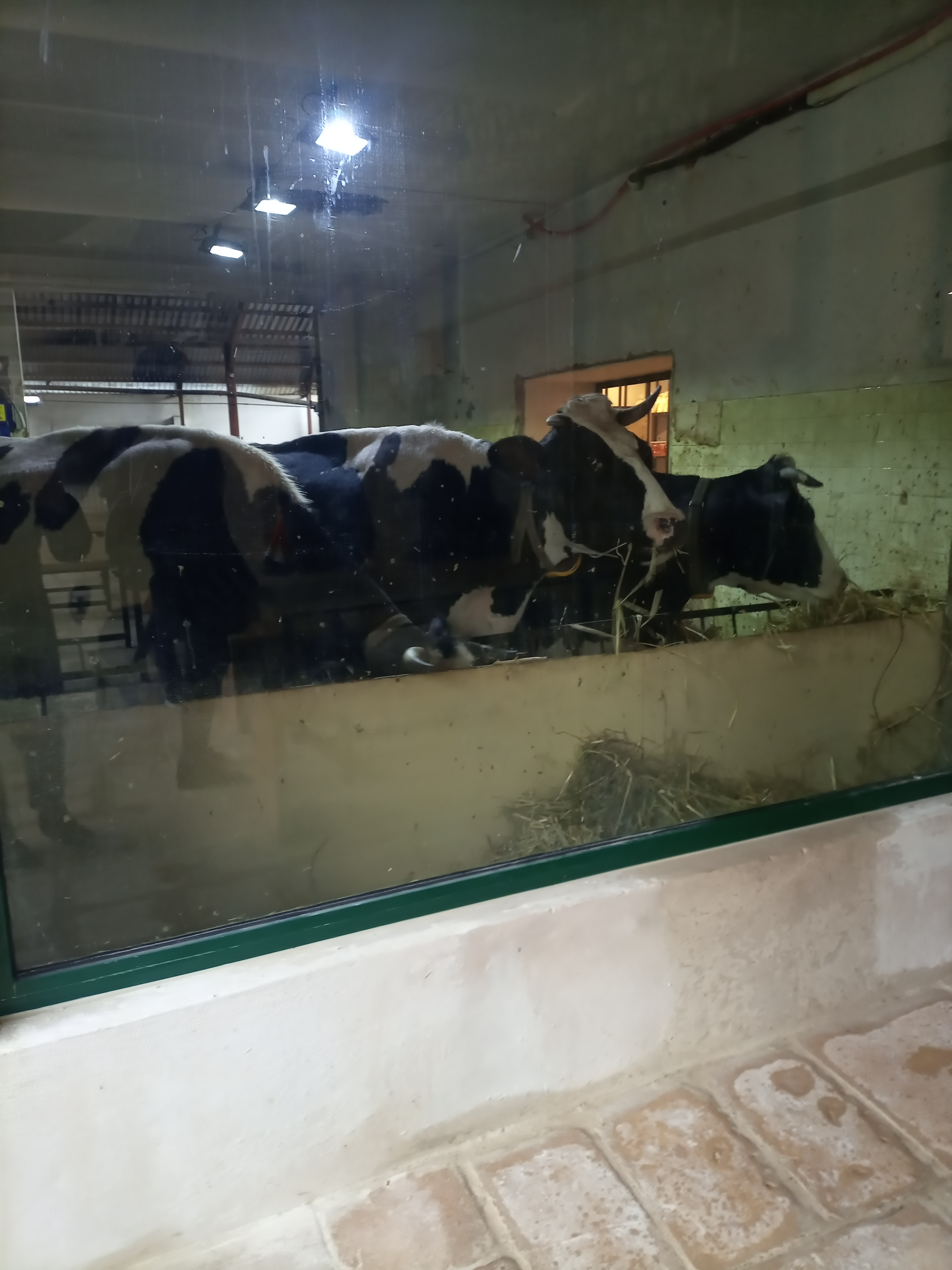
بقر في مزرعة بتعنايل

في عام 1838 ، أشار إيلي سميث إلى ثنايل كقرية مسلمة سنية في وادي البقاع.
في عام 1982 ، تعرضت تعنايل لأضرار جسيمة من القصف الجوي.
في أكتوبر 1985 ، ألقت طائرات حربية تابعة لسلاح الجو الإسرائيلي قنابل وأطلقت صواريخ على هدف بالقرب من تعنايل على طريق بيروت - دمشق السريع. وفقًا لـ UPI ، زعمت قيادة الجيش الإسرائيلي أن المكان استخدم كقاعدة عسكرية من قبل الجبهة الشعبية لتحرير فلسطين بقيادة أحمد جبريل الموالية لسوريا.
مزرعة طنايل (مأخوذة من الكلمة الآرامية "نعمة الله") تقع على بعد بضعة كيلومترات جنوباً من شتورة على الطريق الرئيسي. عقار تم تحويله إلى مزرعة ومركز استجمام في الروحانية إغناطية ، مملوك من قبل الآباء اليسوعيين منذ عام 1860. يمكن العثور على طيور غريبة بما في ذلك الطاووس والحمامات هناك. إنها مزرعة عاملة وهي أيضًا بمثابة مرفق تعليمي لكلية الزراعة في جامعة القديس يوسف الواقعة في بيروت.